# گلوله لاستیکی

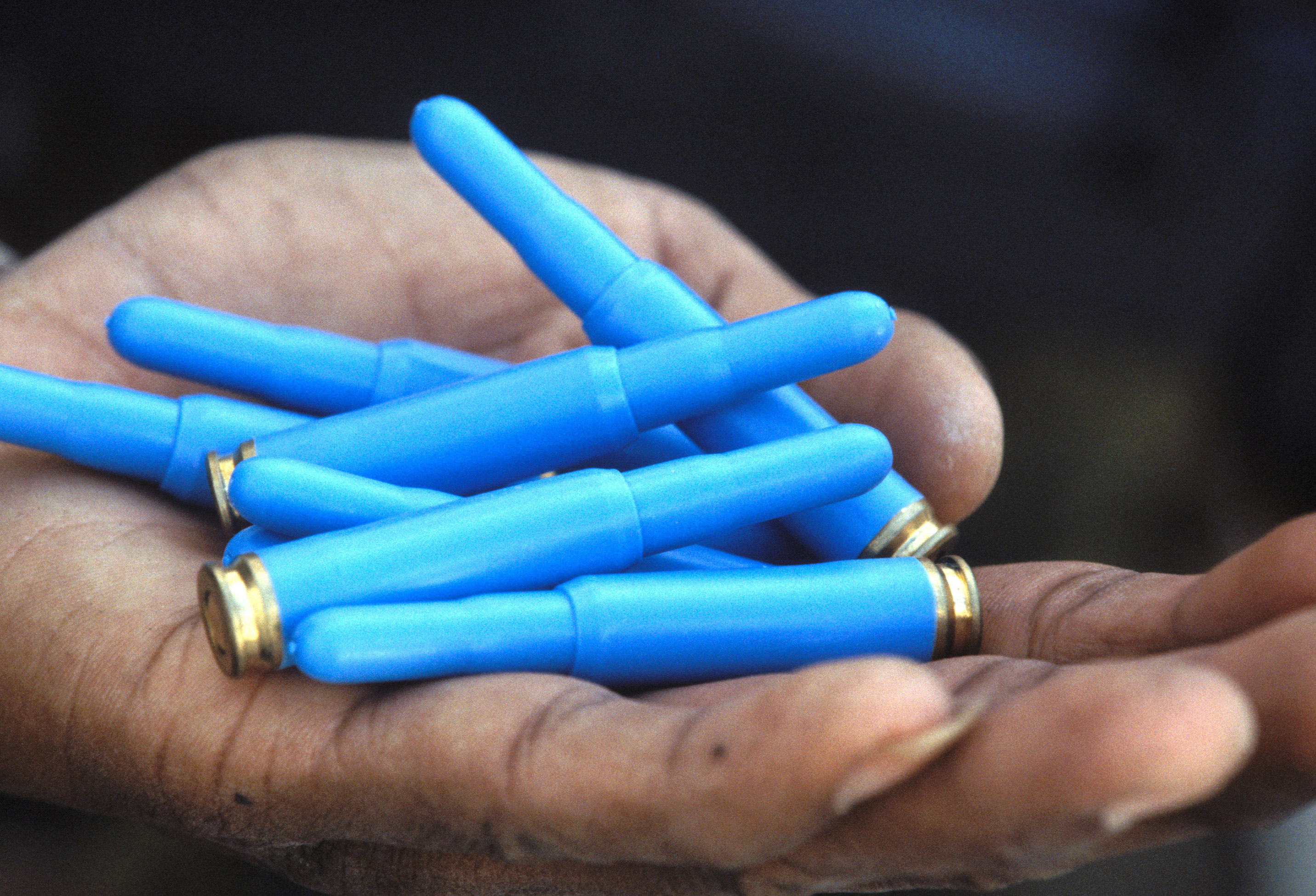
گلوله های لاستیکی، که توسط نیروهای سازمان ملل متحد در سومالی استفاده می شود

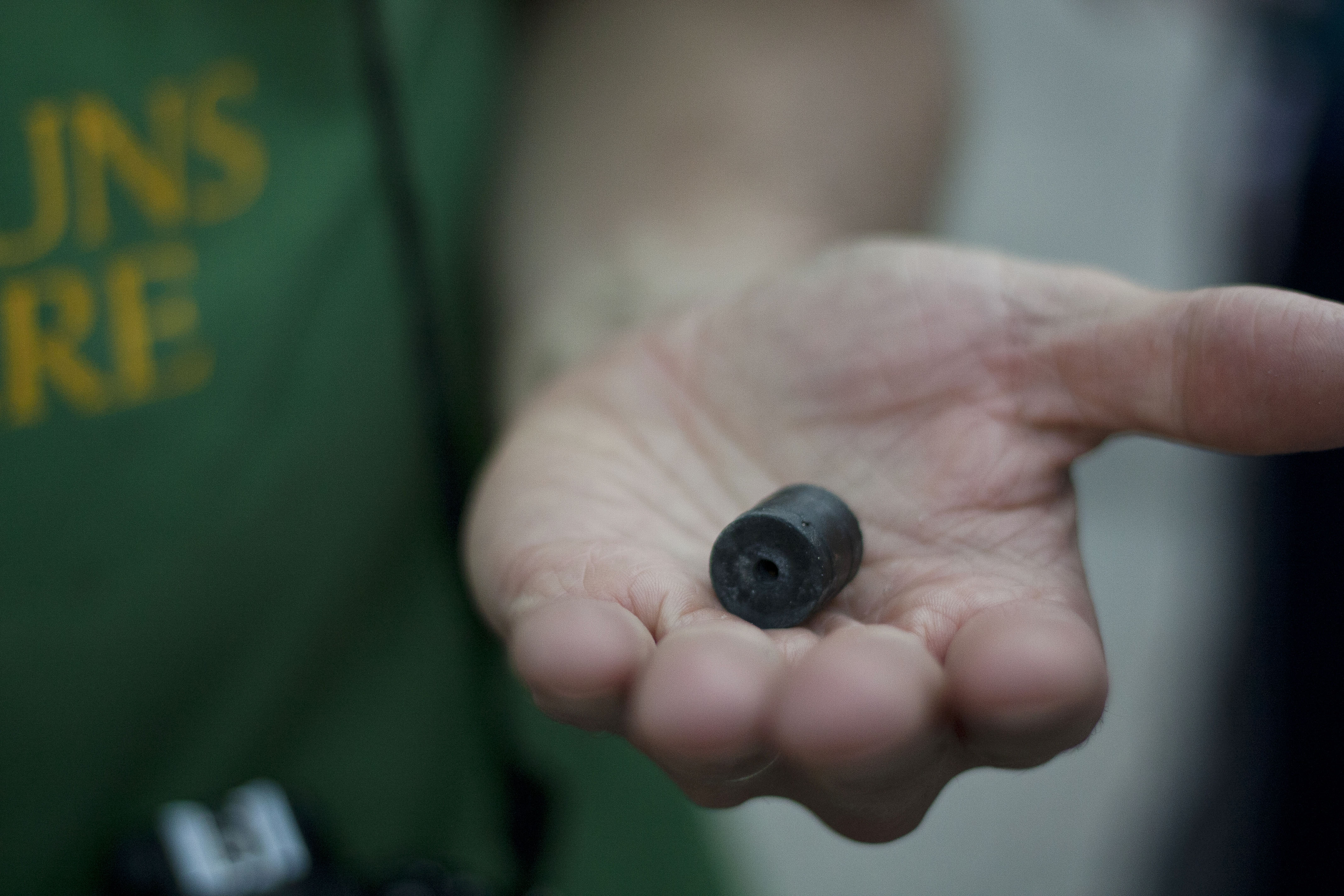
یک عکاس خبری آمریکایی با یک گلوله لاستیکی در دست که در درگیری های کرانه باختری در بیت لحم شلیک شده است

گلولهٔ لاستیکی، گلوله‌ای از جنس لاستیک فشرده می‌باشد یا هم با پرتابه لاستیک پوشانیده شده که توسط جنگ‌افزار استاندارد یا هم اسلحه ضد شورش شلیک می شود. از گلوله‌ های لاستیکی میتوان مانند گلوله های که از پلاستیک و چوب ساخته شده اند، برای کنترل حیوانات و تمرین های برد کوتاه استفاده کرد. ولی عمدتاً از گلوله لاستیکی برای کنترل شورش استفاده میشود..